# Cerro de la Estrella (métro de Mexico)
Cerro de la Estrella est une station de la ligne 8 du métro de Mexico. Il est situé dans la délégation Iztapalapa.

## La station
La station est ouverte en 1994.
L'icône de la station représente une colline trois croix et une étoile, icône représente graphiquement le nom de la station car il a une colline avec une étoile, mais il a aussi trois croix, puisque dans Iztapalapa, chaque année durant la Semaine sainte le père représente la passion et la mort de Jésus et il est précisément dans le Cerro de la Estrella, où la crucifixion de Jésus est représenté.